# 方言字
方言字、白話表記漢字，是指非漢文書面慣習之既成漢字，為各漢語族語言于語體文上，表記其白話層內特有漢源音或固有語音語素，而所創造的漢字。一般对于非其使用区的人而言是生僻字。

## 分類
- 古字：口語中經常使用，在中古漢語中也可以查到，但在現代漢語中已經廢棄不用或極少用到的汉字。
- 新造字：為書寫而創製的本土造字，這類字在古代漢語和現代漢語都沒有，為方言所特有。
- 借音字：借用某個已有的、用同音或音近的汉字書寫的發音，賦予新的意義。借用字的意義跟原義沒有任何相關性。
- 地名字：只有某些地方作為名稱使用，例如「滘」。

## 漢語系語言

### 官話

#### 北方官话
北方官话的方言字收录於现代汉语词典，如「俺」、「咱」、「咋」、「啥」、「哪」、「嘛」、「呢」、「甭」、「孬」。而很多报章都广泛使用北方方言字。

#### 四川话
四川方言字是用於書寫四川話的漢字，通常采用形声、会意等手段来纪录四川话中不见于現代標準漢語的特有词汇。

#### 江淮官話
清末以前，南京官話本是標準漢語。由於權威性的慣性，江淮官話力求從古代字典中考證出方言詞彙的本字，如南京話方言字。這種考證要求總結、掌握漢字中古音反切和今音的映射規律，這就需要較深的國學功底。

### 吳語
吳語字为吳語使用者書寫吳語書面文時使用。一般為民間收集與使用，並無官方標準。曾廣泛使用於清末、民國時期的吳語文學作品之中，戲劇中口語對白亦會使用。中華人民共和國建立後由於推行“推廣普通話”政策，吳語文學受到重創，江浙民間已甚少使用吳語字來書寫相關文字材料。
常見吳語方言字有“嘸”、“吤”、“嗰”、“搿”、“咾”、“唻”、“吇”、“啷”、“侪”、“朆”、“覅”、“𠲎”、“汏”、“瀊”、“睏”、“囥”、“瀴”等等。

### 粵語
粤语字为粵語使用者書寫粵文時使用，通行廣東、香港、澳門、南洋廣府人、广西年轻的粤语使用者區域，為中國方言字中生命力較強者。一般為民間收集與使用，使用广州话拼音方案。香港增補字符集已大量收錄粵語字。

### 贛語
贛語通行於江西、湖南、湖北、安徽和福建等處之部分地區。贛語存在相當多的方言字和單音詞，常见的有“卬”、“佢”、“冇”、“啷”、“喫”、“擿”、“搛”、“屙”、“掁”、“唆”、“奅”、“鑊”、“儸”、“娭”等。這些方言字普遍存在於使用贛語的地區，但極少有人在文學作品中使用這些字。

### 闽语

#### 闽东片
大部分的福州話詞彙都來自於古漢語，因此都可以用漢字寫出。許多用福州話撰寫的作品也都是用漢字書寫的，譬如《閩都別記》以及清朝末年西方傳教士在福州發行的漢字版本的《聖經》。但是漢字作為福州話的書寫系統，有許多缺點。
同其他閩語一樣，福州話保留了許多來自壯侗語系語言的獨特詞彙。這些詞彙是無法用常用漢字寫出的，即便能夠寫出，也從來沒有過統一的寫法。譬如否定詞“mâ̤”，就沒有一個通用的寫法，其用法及發音相當於閩南語的「bē/bōe」（通常寫作袂），可能是同源字。有的人把它寫作同音字“賣”，但是“賣”的意思和它卻毫無關聯。有人以“袂”借音書寫，也有人創造由“勿”和“會”組成的，但是卻沒有被大多數字體所收錄。
在中國大陸，由於缺乏鄉土教育，幾乎所有福州話的使用者都處於福州話文盲的狀態。他們認為福州話無法用漢字寫出，而只有普通話才能用漢字寫出。因此當他們書寫福州話時，往往通過普通話的近似發音來錯用漢字。比如，“講脬”（gōng-pă，意思是講大話、講空話）一詞常常被寫作“拱趴”，“會使”（â̤ sāi，意思是“可以”）一詞常常被寫作“阿塞”。

#### 闽南片
闽南语（又稱「下南話」、「咱人話」）在福建南部、廣東東部、台湾、东南亚被廣泛使用，民間已經有一些閩南語的常用方言字。另外中華民國教育部2009年亦推行了一套台灣閩南語推薦用字，但是否爲真正標準用字則仍有爭議。
| 标准汉语           | 教育部推薦写法                   | 民间常用写法 |
| ------------------ | -------------------------------- | ------------ |
| 甚麼               | 啥物（siánn-mih）                | 啥乜         |
| 东西（物品的意思） | 物件（mi̍h-kiānn）                | 乜件         |
| 为何               | 为啥物（uī siánn-mih）           | 为啥乜       |
| 人                 | 人（jîn/lîn）、侬（lâng）        | 人           |
| 正确               | 着（tio̍h）                       | 对           |
| 穿衣服             | 穿衫裤（tshīng sah khòo）        | 穿衣裤       |
| 读书               | 读册（tha̍k-tsheh）               | 读书         |
| 漂亮               | 粹、帥（suí “水”之文讀音）       | 美／水       |
| 何时               | 當時（tang-sî，非文讀音tong-sî） | 几时         |

### 客語
客家語字用於書寫客家語白話文，流傳於客家人聚集地，為民間收集及使用，一般沒有進行規範。而台灣客委會則對台灣五種腔調的客家語的常用字詞作出讀音和用字的規範，並實施於客家語言能力認證考試中。另外，中華民國教育部亦推出了一套台灣客家語書寫推薦用字，以供學者、社會人士及學生使用。

## 外部連結
- 中國語言資源保護工程 （页面存档备份，存于）